# Канела (Чили)
Канела  (исп. Canela) — посёлок в Чили. Административный центр одноимённой коммуны. Население посёлка — 1744 человека (2002). Посёлок и коммуна входят в состав провинции Чоапа и области Кокимбо.
Территория — 2196,6 км². Численность населения — 9 093 жителя (2017). Плотность населения — 4,14 чел./км².

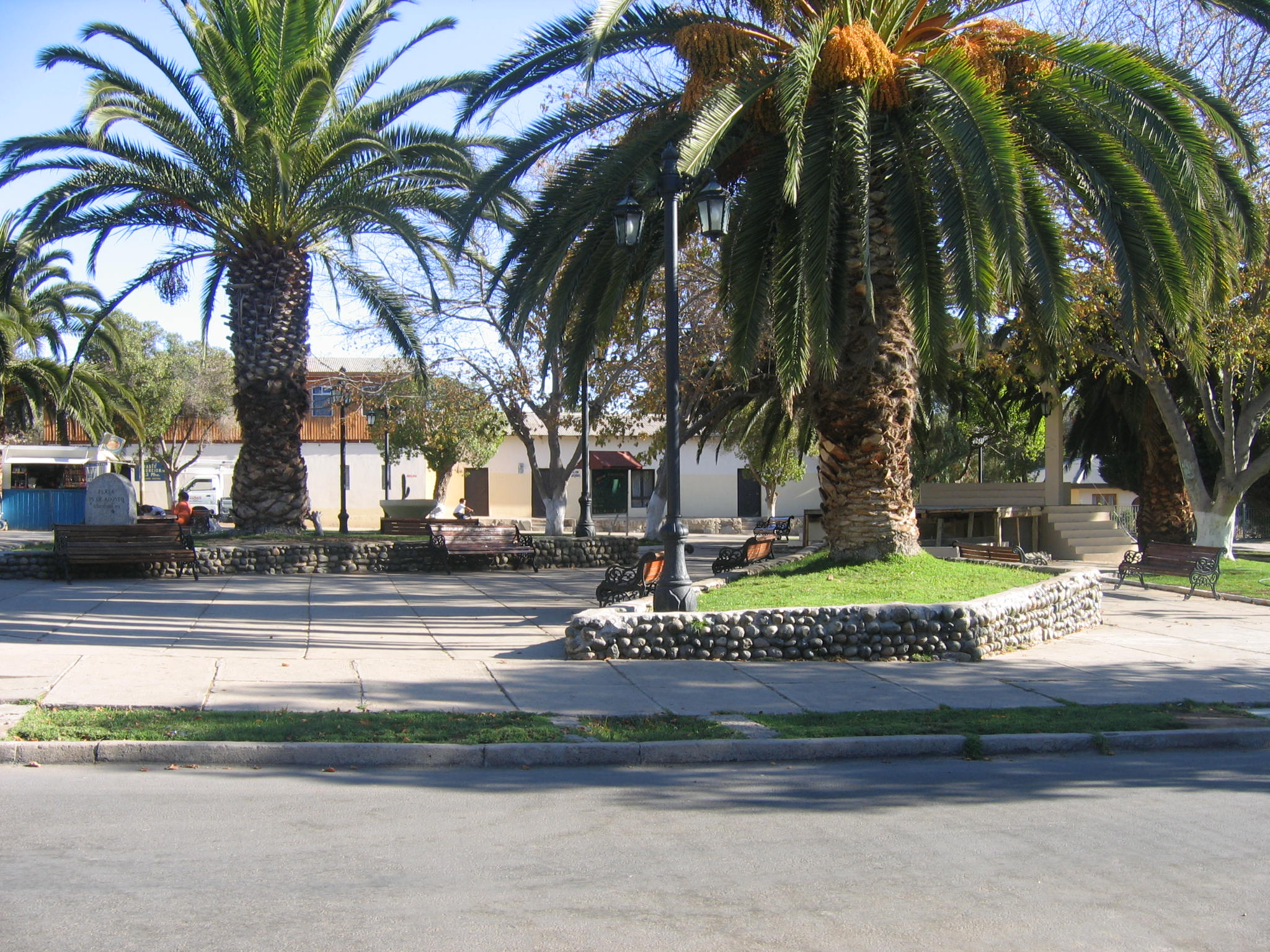
Площадь Армас в Канела.

## Расположение
Посёлок расположен в 168 км на юг от административного центра области города Ла-Серена.
Коммуна граничит:
- на севере — с коммунами Овалье и Пунитаки;
- на северо-востоке — с коммуной Комбарбала;
- на юго-востоке — с коммуной Ильяпель;
- на юге — с коммуной Лос-Вилос.

На западе коммуны побережье Тихого океана.

## Демография
Согласно сведениям, собранным в ходе переписи 2017 г Национальным институтом статистики (INE), население коммуны составляет:
| Полное население                          | Полное население                          | Полное население                          | Полное население                          | Полное население                          | 9 093 |
| ----------------------------------------- | ----------------------------------------- | ----------------------------------------- | ----------------------------------------- | ----------------------------------------- | ----- |
| в том числе:                              | Городское население                       | 1 960                                     | Процент городского населения, %           | 21,56                                     |       |
|                                           | Сельское население                        | 7 133                                     | Процент сельского населения, %            | 78,44                                     |       |
|                                           | Мужское население                         | 4 632                                     | Процент мужского населения, %             | 50,94                                     |       |
|                                           | Женское население                         | 4 461                                     | Процент женского населения, %             | 49,06                                     |       |
| Плотность населения, чел/км²              | Плотность населения, чел/км²              | Плотность населения, чел/км²              | Плотность населения, чел/км²              | Плотность населения, чел/км²              | 4,14  |
| Население коммуны в % к населению области | Население коммуны в % к населению области | Население коммуны в % к населению области | Население коммуны в % к населению области | Население коммуны в % к населению области | 1,20  |

| Динамика изменения населения коммуны | Динамика изменения населения коммуны | Динамика изменения населения коммуны | Динамика изменения населения коммуны |
| ------------------------------------ | ------------------------------------ | ------------------------------------ | ------------------------------------ |
| 1992                                 | 2002                                 | 2012                                 | 2017                                 |
| 10140                                | 9379▼                                | 9182▼                                | 9093▼                                |

## Важнейшие населенные пункты[4]
| № | Населённый пункт  | Населённый пункт (исп.) | Категория | Население чел. (2002) | На карте                        |
| - | ----------------- | ----------------------- | --------- | --------------------- | ------------------------------- |
| 1 | Канела-Баха       | Canela Baja             | поселок   | 1744                  | 31°23′54″ ю. ш. 71°27′27″ з. д. |
| 2 | Уэнтелаукен-Норте | Huentelauquén Norte     | поселок   | 655                   | 31°34′40″ ю. ш. 71°32′15″ з. д. |
| 3 | Канела-Альта      | Canela Alta             | поселок   | 575                   | 31°23′26″ ю. ш. 71°23′20″ з. д. |
| 4 | Минча-Норте       | Mincha Norte            | поселок   | 305                   | 31°35′17″ ю. ш. 71°26′43″ з. д. |